# Apis mellifica

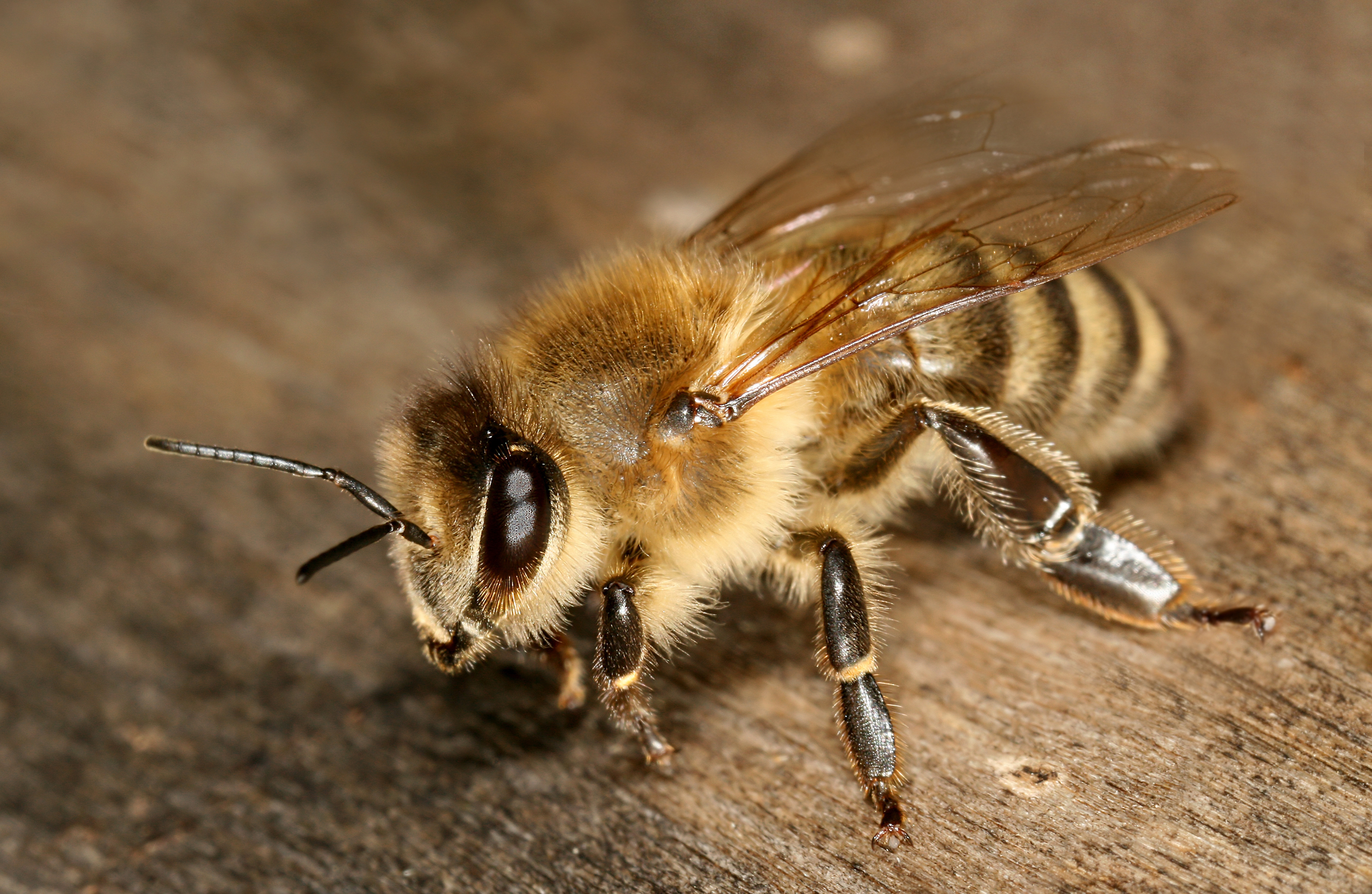
Ett arbetsbi av underarten A. m. carnica

Apis mellifica är ett homeopatiskt läkemedel som utvinns från honungsbiet, Apis mellifera. Vid framställning av homeopatmedlet är det endast bigiftet som används i kombination med rörsocker eller alkohol.
Enligt den homeopatiska principen lika botar lika, ”similia similibus curentur” behandlas sådana symtom som utvecklas vid exponering av ett bistick. De symtom och sjukdomstillstånd som främst behandlas med Apis mellifica är allergier, ödem (svullnader av olika slag), hudsveda, erytem (hudrodnad), insektsstick, faryngit (svalginlammation) och artriter (ledinflammationer).
Den homeopatiska potensen (utspädningen) anpassas efter om besvären är akuta eller kroniska.